# Trote (hipismo)

Trote

Trote estendido é um tipo de marcha ou passo no qual as quatro patas do cavalo se movem par a par, em diagonal, uma anterior com a respectiva posterior oposta. Ou seja, a anterior direita avança simultaneamente com a posterior esquerda e vice-versa. 
No meio-tempo entre estes dois períodos, há um momento no qual o cavalo fica com as quatro patas no ar; e a sensação de impacto surge quando as patas voltam ao chão. 